# مارچلو فالزرانو
مارچلو فالزرانو (انگلیسی: Marcello Falzerano؛ زادهٔ ۱۲ آوریل ۱۹۹۱) بازیکن فوتبال اهل ایتالیا است.
از باشگاه‌هایی که در آن بازی کرده‌است می‌توان به باشگاه فوتبال آسکولی، باشگاه فوتبال سالرنیتانا، باشگاه فوتبال پیستویزه، باشگاه فوتبال لاتینا، و باشگاه فوتبال آولینو اشاره کرد.